# Iztok Premrov
Umetnostni zgodovinar in likovni kritik, član AICA. Po študiju in diplomi iz umetnostne zgodovine se je zaposlil v Galeriji MK Labirint v Ljubljani, sprva je bil kustos, kasneje njen vodja. Od jeseni 1988 je bil zaposlen v Uredništvu oddaj o kulturi Televizije Slovenija kot novinar, od leta 2003 do 2007 je bil njen urednik. Od leta l995 naprej je vodil monotematsko oddajo o likovni kulturi Podoba podobe. Po njegovem scenariju je v produkciji RTV Slovenija leta 2000 nastal portret slikarja Karla Pečka Ritem, oblika, barva, harmonija in 2009 portret Darka Slavca Od kruha do zvezd.
V časopisju je začel objavljati poročila in članke o likovnih razstavah leta l971. Objavljal je v Dnevniku, Delu, Naših razgledih. Pisal je za številne strokovne in druge revije: Mladino, Sintezo, Formart itd. Sodeloval je pri postavitvi več kot tristo samostojnih in skupinskih razstav del likovnih umetnikov doma in v tujini. Je avtor več monografskih katalogov in monografije o slikarju Jožetu Marinču (1998) ter soavtor monografije o slikarju Karlu Pečku (2006) in monografije o Azadu Karimu (2009).
Večkrat je bil član  strokovnih žirij, ki so ocenjevale  dosežke v slovenski likovni umetnosti, oblikovanju in ilustraciji, dvakrat na Slovenskem bienalu ilustracije.
Kot kustos in vodja je vodil razstavne programe galerij Labirint v Ljubljani (sedemdeseta leta), galerije Metulj v Domžalah (osemdeseta leta) in Galerije Lek v Ljubljani (od 2007). Sodeloval je s številnimi domačimi in tujimi galerijami pri pripravi in odprtju samostojnih razstav slovenskih avtorjev. To so: Umetnostna galerija Maribor, Salon Rotovž, Koroška galerija likovnih umetnosti, Slovenj Gradec, Obalne galerije, Koper, Piran, Pilonova galerija Ajdovščina, Mestna galerija, Idrija, Mestna galerija Nova Gorica, Galerija ZDSLU v Ljubljani, Galerija Equrna, Galerija Zala, Galerija Vodnikova domačija, Galerija Ars, Ljubljana, Galerija TK v Trstu, Galerie Bank Austria na Dunaju in še mnoge druge.
Od leta 1988 redno pripravlja prispevke s področja sodobne likovne umetnosti za informativne in kulturne oddaje RTV Slovenija: Dnevnik, Odmeve, Kulturo, Osmi dan, nekoč Oči kritike, Forum in številne druge. Serija oddaj o likovni kulturi Podoba podobe, ki jo vodi od jeseni 1995, je posvečena dogajanju v sodobni umetnosti doma in na tujem ter kulturni dediščini. Njegovo televizijsko delo presega tisoč enot in prispevkov (od kratkih informacij v dolžini ene minute do obsežnih enournih oddaj. Posebno v Podobi podobe obravnava vse pomembne razstave nacionalnih in regionalno pomembnih galerijskih ustanov v Sloveniji in tudi tujini v zadnjem desetletju in pol. To so programi Moderne galerije, Narodne galerije, Umetnostne galerije Maribor, Obalnih galerij, Galerije likovnih umetnosti Celje, Galerije Murska Sobota, Galerije Božidar Jakac, Kostanjevica na Krki, Galerije Dolenjskega muzeja, Novo mesto, Koroške galerije likovnih umetnosti, Slovenj Gradec, Pilonove galerije Ajdovščina itd. Veliko obravnavanih tem je posvečenih tudi mladim umetnikom, njihovim možnostim za prodor, problematiki slovenskega umetniškega trga in zanimivim umetniškim osebnostim iz likovnega sveta.
V zadnjem času je pripravil vrsto portretov zanimivih likovnih ustvarjalcev, od pripadnikov najstarejših generacij do mlajših, za osrednjo mozaično kulturno oddajo Osmi dan. Med najzanimivejšimi portretiranci zadnjih dveh let so: Alenka Gerlovič, Kostja Gatnik, Danilo Jejčič, Zvest Apollonio, Bojan Kovačič, Karel Zelenko, Karel Pečko, Zmago Jeraj, Tone Lapajne, Stojan Kerbler, Herman Gvardjančič, Skupina Divji v srcu, Klavdij Zornik, Vladimir Makuc in drugi.

## Nagrade in priznanja
- Na Majskem salonu leta 1995 v Ljubljani so mu podelili priznanje ZDSLU za prispevek k promociji slovenske likovne umetnosti
- 2001: Valvasorjevo častno priznanje za zavzeto poročanje o muzejskem delu in varovanju kulturne dediščine nasploh[3]
- leta 2001 priznanje RTV Slovenija
- 2010 Steletovo priznanje za oddajo Podoba podobe na TV SLO[4][5] in priznanje RTV Slovenija
- 2011 priznanje Frana Vesela na Majskem salonu[6] in priznanje RTV Slovenija
- Leta 2014 pa je prejel priznanje RTV Slovenija za življenjsko delo[7]